# Брумфилд, Уильям Крафт
Уи́льям Крафт Бру́мфилд (англ. William Craft Brumfield; род. 28 июня 1944 года) — современный американский историк русской архитектуры, фотограф, краевед Вологодской области, защитник памятников архитектуры, автор книг и статей о проблемах сохранения архитектуры Русского Севера. Профессор славистики в Тулейнском университете. Автор фундаментальной монографии A History of Russian Architecture (1993) и многих других работ об истории русской архитектуры, а также литературы (см. список публикаций). Иностранный член РААСН; почетный член РАХ.

## Биография
У. К. Брумфилд вырос на Юге США. Читая русские романы, заинтересовался Россией. После получения степени бакалавра в Тулейнском университете, в 1966 году, и степени магистра в Калифорнийском университете в Беркли, в 1968-м, он впервые посетил СССР в 1970 году для изучения архитектурной фотографии, которой затем серьёзно занялся с 1974 года. В 1973 году получил степень доктора философии по славистике в Калифорнийском университете в Беркли, после чего занимал позицию ассистента профессора в Гарвардском университете в 1974—1980 годы.
В 1983 году У. К. Брумфилд, ранее занимавшийся общей славистикой, начал осваивать историю архитектуры, что привело к публикации его первой книги «Gold in azure: one thousand years of Russian architecture».
В 1986 году организовал первую выставку фотографий из коллекции С. М. Прокудина-Горского в Библиотеке Конгресса США. С этого времени Брумфилд принимает активное участие в изучении работ Прокудина-Горского. К примеру, он подготовил несколько публикаций о русском фотографе и изобретателе для сайта «Russia Beyond the Headlines».
У. К. Брумфилд прожил в СССР и России в общей сложности 15 лет, занимаясь исследованиями в сотрудничестве с Московским государственным университетом и Санкт-Петербургским государственным университетом, а также путешествуя по Русскому Северу и фотографируя сохранившиеся памятники традиционной архитектуры, в частности — вологодского деревянного зодчества, а также храмы Вологды и Вологодской области.
У. К. Брумфилд передал свою коллекцию из примерно 1100 фотографий памятников архитектуры Русского Севера, сделанных в 1999—2003 годах Библиотеке Конгресса США; впоследствии часть его архивов была оцифрована. В настоящее время работа по оцифровке изображений продолжается. Основная часть его фоторабот хранится в Отделе собраний изображений Национальной галереи искусства в Вашингтоне, округ Колумбия. Коллекция У. К. Брумфилда насчитывает 12 500 чёрно-белых фотоснимков 8x10, 40 000 негативов и более 89 000 цифровых файлов, большинство из которых цветные (всего около 149 000).
В 2000 году У. К. Брумфилду была присвоена Стипендия Гуггенхайма в области гуманитарных наук (история России). Является иностранным членом Российской академии архитектуры и строительных наук с 2002 года и почётным членом Российской академии художеств с 2006 года. В 2011 году Федеральное агентство по печати и массовым коммуникациям на 7-м Всероссийском конкурсе региональной и краеведческой литературы «Малая Родина» наградило У. К. Брумфилда специальным дипломом «за многолетнюю исследовательскую и культурно-просветительскую деятельность по сохранению и популяризации в мире культурного наследия российских регионов».
В 2014 году Брумфилд стал лауреатом Премии Фонда имени академика Д. С. Лихачёва «за выдающийся вклад в сохранение историко-культурного наследия России».
5 декабря 2019 года посол России в США А. А. Антонов вручил У. Брумфилду Орден Дружбы в посольстве РФ в Вашингтоне.
В 2021 году Брумфилд представил виртуальную выставку "Lost America" («Тихая Америка»), которая основана на фотографиях, сделанных в США в основном в 1970-х гг. Эти работы являются неотъемлемой частью развития Брумфилда как художника и формируют основу персональной выставки Музея архитектуры имени А. В. Щусева, в июле-августе 2023 года.
Первая выставка Брумфилда в Музее архитектуры «Русский Север. Свидетельство Уильяма Брумфилда» открылась 5 сентября 2001 года. Выставка состоялась из несколько комнат его фотографии русского севера.
В 2024 году Щусевском музее прошла выставка "Русский авангард через объектив американского фотографа: празднование юбилея Уильяма Брумфилда". На выставке было представлено около 330 фотографий Брумфилда, запечатлевших архитектуру авангарда в СССР 1920-х и 1930-х годов. Снимки, сделанные мастером с 1971 по 2019 год, охватывают географию от Санкт-Петербурга (Ленинграда) до Хабаровска.
Вслед за успешной выставкой, посвящённой Щусеву, 13 июня 2025 года в Музее русского искусства (TMORA) в Миннеаполисе была открыта масштабная экспозиция работ Уильяма Брумфилда. Экспозиция под названием «Архитектура авангарда советской эпохи. Фотографии Уильяма Брумфилда» (Avant-Garde Architecture of the Soviet Era. Photography by William Brumfield)  полностью заняла пространство верхней галереи музея. Выставка продлится до 14 октября.
В июле 2024 года президент РАХ З.К. Церетели поздравил У.К. Брумфилда с его 80-летием: 
«Уважаемый господин Брумфилд,
От имени Президиума Российской академии художеств поздравляю Вас с 80-летним юбилеем. Трудно переоценить Ваш вклад в сохранение памятников русской архитектуры, изучению которой вы посвятили многие годы жизни. Вы создали огромный архитектурный фотоархив, включающий более 15 областей России, являетесь автором многочисленных книг, посвященных русской архитектуре разных периодов. Ваша неутомимая и плодотворная деятельность была отмечена Премией имени академика Д.С. Лихачева “За выдающийся вклад в сохранение историко-культурного наследия России”.
Российская академия художеств высоко ценит ваши усилия, направленные на взаимное обогащение наций в области искусства и распространение знаний о русской культуре. За заслуги в укреплении сотрудничества между народами Вы были награждены российским “Орденом дружбы”. Ваши выставки в Государственном музее имени Щусева всегда представляют большой интерес для специалистов и широкой аудитории зрителей. Желаю Вам прекрасного здоровья, увлекательных путешествий, новых открытий и успехов в Вашей многогранной деятельности.
Президент Российской академии художеств З.К. Церетели».

## Награды
- Орден Дружбы (26 октября 2019 года, Россия) — за заслуги в укреплении дружбы и сотрудничества между народами, плодотворную деятельность по сближению и взаимообогащению культур наций и народностей[29][30].
- Лауреат Премии имени академика Д. С. Лихачёва «за выдающийся вклад в сохранение историко-культурного наследия России» (2014)[31][32].
- Стипендия Гуггенхайма в области гуманитарных наук (история России) (2000).

## Коллекции электронных фотографий
- Russian North (36,000 images, primarily Russian North and Siberia)
- William C. Brumfield Collection, Tulane Digital Library (12,000 images, primarily St. Petersburg)
- William C. Brumfield Architectural Collection, Univ. of Washington Library (30,000 images of Russian architecture)
- William C. Brumfield "Discovering Russia" (10,000 images)
- William C. Brumfield Collection, Clemson University (Jewish monuments and memorials)
- "Lost America" Project (Brumfield photographs, 1970s)
- "Jewish Contributions to the Architecture of St. Petersburg" (Brumfield collection)
- Travels Across Russia: Avant-Garde Architecture in Moscow (William C. Brumfield Collection, National Gallery of Art)
- Travels Across Russia: Ekaterinburg (William C. Brumfield Collection, National Gallery of Art)

## Публикации

### Книги на английском
- Gold in Azure: One Thousand Years of Russian Architecture. Boston: David Godine, 1983;
- The Origins of Modernism in Russian Architecture. Berkeley: Univ. of California Press, 1991;
- A History of Russian Architecture. New York: Cambridge Univ Press, 1993 — «Примечательная книга» (Notable Book) года[3] и лидер продаж[33] по данным издательства The New York Times;
- Lost Russia: Photographing the Ruins of Russian Architecture. Durham: Duke Univ. Press, 1995;
- Landmarks of Russian Architecture: A Photographic Survey. London: Gordon and Breach, 1997;
- Architecture at the End of the Earth: Photographing the Russian North. Durham: Duke Univ. Press, 2015[34].
- Journeys through the Russian Empire: The Photographic Legacy of Sergey Prokudin-Gorsky. Durham ; London: Duke University Press Books, 2020.
- From Forest to Steppe:The Russian Art of Building in Wood   ISBN: 978-1-4780-2824-6 Duke University Press, 2025

Главный редактор, соавтор
- Reshaping Russian Architecture: Western Technology, Utopian Dreams. New York: Cambridge Univ. Press, 1990;
- Christianity and the Arts in Russia. New York: Cambridge Univ. Press, 1991;
- Russian Housing in the Modern Age: Design and Social History. New York: Cambridge Univ. Press, 1993 (русское издание, 2001);
- Commerce in Russian Urban Culture: 1861—1914. Baltimore: Johns Hopkins Univ. Press, 2001 (русское издание, 2002).

### Книги на русском языке
С 2005 года издается серия книг У. Брумфилда об исторических городах Вологодской области (издательство «Три квадрата»):
- «Вологодский альбом» (2005)
- «Великий Устюг» (2007)
- «Кириллов. Ферапонтово» (2009)
- «Устюжна» (2010)
- «Белозерск» (2011)
- «Вологда» (2012)Череповец: архитектурное наследие череповецкого края / пер. с англ. Ю. Табак. — М.: Три квадрата, 2017. — 200 с. — ISBN 978-5-94607-218-2.

Благодаря финансовой поддержке Института Кеннана издательство «Три квадрата» с 2005 года выпускает книги У. Брумфилда в серии «Открывая Россию/Discovering Russia»:
- «Тотьма: Архитектурное наследие в фотографиях» (2005)
- «Иркутск: Архитектурное наследие в фотографиях» (2006)
- «Тобольск: Архитектурное наследие в фотографиях» (2006)
- «Соликамск: Архитектурное наследие в фотографиях» (2007)
- «Чердынь: Архитектурное наследие в фотографиях» (2007)
- «Каргополь: Архитектурное наследие в фотографиях» (2007)
- «Чита: Архитектурное наследие в фотографиях» (2008)
- «Бурятия: Архитектурное наследие в фотографиях» (2008)
- «Соловки: Архитектурное наследие в фотографиях» (2008)
- «Коломна: Архитектурное наследие в фотографиях» (2009)
- «Суздаль: Архитектурное наследие в фотографиях» (2009)
- «Торжок: Архитектурное наследие в фотографиях» (2010)
- «Усолье: Архитектурное наследие в фотографиях» (2012)
- «Смоленск: Архитектурное наследие в фотографиях» (2014)[35]
- Чухломский край: архитектурное наследие в фотографиях = Chukhloma Region: Architectural Heritage in Photographs [фотоальбом] / пер. с англ. Ю. Табак. — М.: Три квадрата, 2016. — 128 с. — (Открывая Россию / Discovering Russia, вып. 15). — ISBN 978-5-94607-208-3.
- Переславль-Залесский: архитектурное наследие в фотографиях = Pereslavl-Zalesskii: Architectural Heritage in Photographs  [фотоальбом] / пер. с англ. Ю. Табак ; ред. О. Филиппова. — М.: Три квадрата, 2018. — 128 с. — (Открывая Россию / Discovering Russia, вып. 16). — ISBN 978-5-94607-222-9.
- Екатеринбург:  архитектурное наследие в фотографиях = Ekaterinburg: Architectural Heritage in Photographs [фотоальбом]. — М.: Три квадрата, 2023. — 128 с. — (Открывая Россию / Discovering Russia, вып. 17). — ISBN 978-5-94607-265-6.

Книги вне серии:
- «Усолье: Земля Строгановых на Каме»  (2013)
- Lost America /Тихая Америка / текст и фот. : У.К. Брумфилд ; вступ. ст. Н. Шашкова, М. Акопян; пер. с англ.: А. Якимович, А. Митурич; пер. на англ. У.К. Брумфилд. – М. : Три квадрата, 2024. – 112 с. : ил., фот. – Данные тит. л. частично парал. англ.; текст на рус., англ. – ISBN 978-5-94607-270-0
- Русский авангард в объективе Уильяма Брумфилда : К 80-летию мастера = Russian Avant-Garde through the Lens of William Brumfield : Honoring the Master's 80 Years / текст и фот. : У.К. Брумфилд ; вступ. ст. Н. Шашкова, С. Митурич; пер. с англ.: В. Пукиш; пер. на англ. У.К. Брумфилд. – М. : Три квадрата, 2024. – 200 с. : ил., фот. – Данные тит. л. частично парал. англ.; текст на рус., англ. – ISBN 978-5-94607-273-1Пути к Белому морю: Архитектура Русского Севера / пер. с англ. В. Пукиш. — М.: Три квадрата, 2019. — 272 с. — ISBN 978-5-94607-243-4.

В 2009 году издательством «Три квадрата» была издана литературоведческая монография У. Брумфилда «Социальный проект в русской литературе XIX века».

### Статьи
- Thérèse philosophe and Dostoevsky’s Great Sinner // Comparative Literature. 1980. Vol. 32. No. 3. P. 238—252.
- Россия и Запад в «педагогическом» романе Ф. Достоевского «Подросток» // Знание. Понимание. Умение. — 2014. — № 1. — С. 214–222 (архивировано в WebCite).
- Sleptsov Redivivus // Знание. Понимание. Умение. — 2014. — № 2. — С. 357–389 (архивировано в WebCite).
- In the Presence of Two (Future) Nobel Laureates = Встречи с двумя (будущими) Нобелевскими лауреатами // Знание. Понимание. Умение. — 2014. — № 4. — С. 331–334 (архивировано в WebCite).
- Invitation to a Beheading: Turgenev and Troppmann // Информационный гуманитарный портал «Знание. Понимание. Умение». — 2014. — № 6 (архивировано в WebCite).
- Приглашение на казнь: Тургенев и Тропман // Знание. Понимание. Умение. — 2015. — № 1. — С. 244–254 (архивировано в WebCite). — doi:10.17805/zpu.2015.1.23.
- The West and Russia: Concepts of Inferiority in Dostoevsky’s “The Adolescent” // Информационный гуманитарный портал «Знание. Понимание. Умение». — 2015. — № 1 (архивировано в WebCite).
- Bazarov and Riazanov: The Romantic Archetype in Russian Literature // Информационный гуманитарный портал «Знание. Понимание. Умение». — 2015. — № 3 (архивировано в WebCite).
- Базаров и Рязанов: романтический архетип в русской литературе // Знание. Понимание. Умение. — 2015. — № 3. — С. 286–298 (архивировано в WebCite). — doi:10.17805/zpu.2015.3.24.
- Cross Cultural Ties between Generations and Countries: Visual Communication // Роль современной коммуникации между обществом и государством : Сб. ст. Меж. науч.-практ. конф. / под общ. ред. В. Н. Ивановой.. — М. : МГУТУ им. К. Г. Разумовского (ПКУ), 2015. — С. 22–27 (архивировано в WebCite). — ISBN 978-5-98427-082-3.
- From Victor Hugo to Fedor Dostoevskii: 19th-Century Perceptions of Architecture as Historical Text // Journal of Siberian Federal University. Humanities & Social Sciences. — 2015. — Т. 8, № 6. — С. 1126–1136 (архивировано в WebCite).
- Two Hamlets: Questioning Romanticism in Turgenev’s Bazarov and Sleptsov’s Riazanov // Journal of Siberian Federal University. Humanities & Social Sciences. — 2015. — Т. 8, № 9. — С. 1792–1802 (архивировано в WebCite / WaybackMachine). — doi:10.17516/1997-1370-2015-8-9-1792-1802.
- New Directions in Russian Orthodox Church Architecture at the Beginning of the Twentieth Century // Journal of Siberian Federal University. Humanities & Social Sciences. — 2016. — Т. 9, № 1. — С. 5–40 (архивировано в WebCite). — doi:10.17516/1997-1370-2016-9-1-5-40.
- «Философия Терезы» и критика рационального эгоизма в творчестве Достоевского = Thérèse philosophe and Dostoevsky’s Critique of Rational Egotism // Знание. Понимание. Умение. — 2016. — № 1. — С. 304–317 (архивировано в WebCite). — doi:10.17805/zpu.2016.1.28.
- «Тереза-философ» и критика рационального эгоизма в позднем творчестве Ф. М. Достоевского // Информационный гуманитарный портал «Знание. Понимание. Умение». — 2016. — № 2 (март — апрель) (архивировано в WebCite).
- Eastern Motifs in the Ornamentation of Eighteenth-Century Siberian Church Architecture // Journal of Siberian Federal University. Humanities & Social Sciences. — 2016. — Т. 9, № 4. — С. 745–774 (архивировано в WebCite). — doi:10.17516/1997-1370-2016-9-4-745-774.
- Style Moderne and the Rediscovery of the Wooden Architecture of the Russian North: The Photographic Connection // Journal of Siberian Federal University. Humanities & Social Sciences. — 2016. — Т. 9, № 10. — С. 2383–2397 (архивировано в WebCite). — doi:10.17516/1997-1370-2016-9-10-2383-2397.
- The Neoclassical Revival in the Architecture of St. Petersburg/Petrograd: Polemic and Practice // Journal of Siberian Federal University. Humanities & Social Sciences. — 2017. — Т. 10, № 2. — С. 150–167 (архивировано в WaybackMachine). — doi:10.17516/1997-1370-0016.
- Юрий Гагарин и мой путь к русистике // Научная мысль. — 2017. — № 1 (23). — С. 24–27 (архивировано в WebCite / WaybackMachine).
- Yurii Gagarin and My Launch into Space // Вестник Московского государственного лингвистического университета. Серия: Гуманитарные науки. — 2017. — № 2 (769). — С. 106–112 (архивировано в WebCite / WaybackMachine).
- Gateway to Siberia: the Architectural Heritage of Verkhoturye and Ekaterinburg // Journal of Siberian Federal University. Humanities & Social Sciences. — 2017. — Т. 10, № 5. — С. 612–640 (архивировано в WebCite). — doi:10.17516/1997-1370-0071.
- Tara and Omsk: Western Siberian Architectural Heritage in Historical Context // Journal of Siberian Federal University. Humanities & Social Sciences. — 2017. — Т. 10, № 10. — С. 1462–1484 (архивировано в WaybackMachine). — doi:10.17516/1997-1370-0148.
- В компании двух (будущих) Нобелевских лауреатов // Вестник МГЛУ. Гуманитарные науки. — 2017. — № 10 (783). — С. 269–274 (архивировано в WaybackMachine).
- The Cathedral of St. Demetrius in Vladimir: Sources, Form and Documentation // Теория и история искусства. — 2017. — № 1/2. — С. 29—48 (архивировано в WaybackMachine).

- The Historic Architectural Legacy of the Chita Region in Eastern Siberia // Journal of Siberian Federal University. Humanities & Social Sciences. — 2018. — Т. 11, № 6. — С. 874–902 (архивировано в WaybackMachine). — doi:10.17516/1997-1370-0278.
- Церковь Иоанна Предтечи в Толчкове: шедевр ярославской архитектуры и его место в творчестве трех художников // Собрание. Искусство и культура. — 2019. — № 10 (55). — С. 18–31.
- Царственное величие. Спасо-Яковлевский Димитриев монастырь в Ростове // Собрание. Искусство и культура. — 2020. — № 12 (57). — С. 16–29 (архивировано в WaybackMachine).
- Confrontation in Idyllia: The Country Estate as Moral Space in Russian Literature // Актуальные проблемы теории и истории искусства. — 2020. — Т. X. — С. 400–411 (архивировано в WaybackMachine). — doi:10.18688/aa200-2-35.

### Доклады
- Изучение и фотографирование архитектурного наследия Русского Севера. Значение краеведческих музеев в изучении культурного наследия // Музеи Крайнего Севера III тысячелетия: проблемы, опыт, перспективы : Сборник докладов III Международной научно-практической конференции / под редакцией С. Г. Слесаревой. — Норильск : ООО «Агентство “Кактус”», 2016. — С. 74–77. — ISBN 978-5-9905597-1-4 (архивировано в WaybackMachine).

## Интервью
- Ажгихина Н. Фото на память: интервью с американским профессором славистики // Журналист. — 2017. — № 6. — С. 24—29. Архивировано 13 августа 2017 года.
- Асатрян Г. Американский искусствовед: «В США просто не понимают русскую душу» // Известия. — 2017. 5 апреля. Архивировано 5 апреля 2017 года.
- Баталина Ю. Уильям Брумфилд: «Меня интересуют места, в которых жива история». Новый компаньон (6 апреля 2017). Архивировано 18 апреля 2017 года.
- Виноградов С. Россия, сто лет спустя. Русский мир.ru (20 сентября 2017). Архивировано 26 сентября 2017 года.
- Виноградов С. Русский Север Уильяма Брумфилда // Газета «Культура». — 2015. 24—30 июля. — № 25. — С. 1, 4. Архивировано 14 декабря 2015 года.
- Виноградов С. «Я человек обрусевший» // Огонёк. — 2012. 6 августа. — № 31. — С. 34. Архивировано 2 июня 2013 года.
- Гавриков В. Меж двух берегов // Русский мир.ru. — 2016. — № 5. — С. 18–21. Архивировано 17 января 2020 года.

- Давыдов П. Добрый свет лучше черного уныния: профессор Уильям Брумфилд рассматривает фотографии С. М. Прокудина-Горского и рассуждает о России. Православие.Ru (18 июля 2018). Архивировано 17 августа 2018 года.
- Давыдов П. Профессор Уильям Брумфилд: «Мы позорно мало знаем о России!» Православие.Ru (14 сентября 2017). Архивировано 16 сентября 2017 года.
- Давыдов П. «То, что они сделали со своей страной, не поддается описанию». Православие и мир (20 апреля 2016). Архивировано 5 июня 2016 года.
- Давыдов П. Уильям, помнящий родство за некоторых Иванов. Искусствовед Уильям Брумфилд о России и русской архитектуре. Православие.Ru (15 декабря 2015). Архивировано 15 декабря 2015 года.
- Костецкий С. «Сынок, я видел русских. Это не враги». Lenta.ru (1 августа 2020). Архивировано 12 сентября 2020 года.
- Костецкий С. «Он запечатлел мир на грани исчезновения». Lenta.ru (3 октября 2020). Архивировано 3 октября 2020 года.
- Костецкий С. «Они создали там целый мир». Американец в 90-е годы добрался до Русского Севера. Что он там увидел? Lenta.ru (25 января 2021). Архивировано 26 января 2021 года.
- Левицкая Э. "«Это мистика!» Уильям Крафт Брумфилд о русском духе в архитектуре". Project Baltia. 29.04.2025.
- Локалов А. Уильям Брумфилд: «Америка сохранила для русских прошлую Россию» // Родина. — 2018. 23 августа. Архивировано 5 сентября 2018 года.
- Матвеев И. Настоящая Россия // Журнал «Anastasis.me». — 2016. 15 июня. Архивировано 17 июня 2019 года.
- Матвеев И. Уильям Брумфилд о России и русской архитектуре // Журнал «Anastasis.me». — 2016. 29 июля. Архивировано 23 февраля 2019 года.
- Миронова М. Уильям Брумфилд: «Смоленск — очаровательный город» // Комсомольская правда в Смоленске. — 2014. 104 октября. Архивировано 6 июня 2016 года.
- Полный цвет увядшей славы // Дороги России. Архивировано 24 декабря 2017 года.

- Сухова С. «Вернулся в США и понял — хочу в Россию» // Огонёк. — 2017. 10 апреля. — № 14. — С. 30. Архивировано 10 апреля 2017 года.
- Толстихина А., Риле Н. Открывая нам Россию // Форум Плюс. — 2018. — № 1. — С. 42—49 (Первоисточник). Архивировано 3 марта 2018 года.
- Холкина Т. Уильям Брумфилд: русская культура исцеляет души // Советник Президента. — 2011. — № 97. Архивировано 9 июня 2019 года.
- Чадаева А. Колумб старинной русской архитектуры // Литературная Россия. — 2020. — № 4. Архивировано 9 февраля 2020 года.
- Чаплыгина М. Вильям Брумфильд — вечный командировочный // Огонёк. — 2001. 24 апреля. — № 16. — С. 11. Архивировано 17 января 2020 года.
- Mitchell I. Professor William Craft Brumfield — Architectural Historian Extraordinaire // Passport Magazine. Moscow. — 2009. October. — С. 36–37. Архивировано 6 июня 2016 года.
- Zubacheva K. William Brumfield: the American who made Russia's architectural heritage famous abroad. Russia Beyond (19 апреля 2018). Архивировано 19 апреля 2018 года.
- Воротынцева К. Фотограф Уильям Брумфилд: «У меня сложилось впечатление о России как о сказочном месте» // Газета Культура. 2024. 6 сент.

## Аудио- и видеоинтервью
- Букатова А. «Американцы плохо знают Россию: говорят стереотипами, говорят о водке, называют "Империей зла". Они не понимают. А я знаю Россию. Гостеприимство, настойчивость и самоотверженность — вот, какие слова опишут Россию» — Уильям Брумфилд. Эхо Москвы в Перми (11 апреля 2017). Архивировано 18 апреля 2017 года.
- Лукьянова А. Уильям Брумфилд: «Никто не знает Россию, как я». Радио «Комсомольская правда». Самара (18 октября 2017). Архивировано 28 декабря 2019 года.
- Моя жизнь в России: Уильям Брумфилд, американский историк русской архитектуры
- О России с любовью. «Между тем» с Наталией Метлиной. Телеканал «Звезда» (23 декабря 2019). Архивировано 24 декабря 2019 года.
- Открытие онлайн-выставки фоторабот профессора У. К. Брумфилда (США) «Краеугольный камень. Вид с Запада»
- AMC Online | Public talk with William Craft Brumfield
- Журнал Родина. "Америка сохранила для русских прошлую Россию" 22 августа 2018
- Журнал Чертополох. "О Прокудине-Горском, новой книге и работе в России" 6 сентября 2016
- Музей архитектуры имени А.В.Щусева. "Интервью с У. Брумфилдом: американский историк архитектуры о русском авангард" 24 июля 2024
- Смотрим.ру. ""Тихая Америка" – выставка фотографа Уильяма Брумфилда в Музее Щусева" 19 июля 2023
- РААСН. "Иностранный член РААСН Уильям Крафт Брумфилд о России и русской архитектуре" 9 мая 2018
- Русский Север (Мария Суворова). "Уильям Брумфилд в Вологде" 4 июня 2019
- 35 ТВ. "Уильям Брумфилд: "Вологда играет большую роль в моей работе"" 4 июня 2019
- Петров Медиа. "Фотограф, исследователь русской архитектуры Уильям Брумфилд на «Прогулках по старому Иркутску»" 26 июня 2024
- Наши Новости. ""Усолье глазами американского фотографа" Уильям Брумфилд"  21 декабря 2013

## Лекции и презентации
- Вильям Брумфилд рассказывает о русской архитектуре в посольстве США в Москве. Видео. Журнал Anastasis.me
- Лекция Уильяма Брумфилда «Архитектура на краю земли». Archmag.ru. Архивировано 25 октября 2015 года.
- Усадьба Гальских глазами Уильяма Брумфилда
- Лекция У. Брумфилда «Авангардная архитектура глазами фотографа» (Еврейский музей и центр толерантности, 18 февраля 2018 г.)
- Лекция У. Брумфилда «Фотография как памятник: Прокудин-Горский — и сто лет спустя» в рамках проекта «Школа наследия» (Особняк на Волхонке, 26 марта 2018 г.)
- Мастер-класс У. Брумфилда (Институт массмедиа РГГУ,  29 марта 2018 г.)
- Встреча с Уильямом Брумфилдом, крупнейшим американским специалистом по истории русского зодчества (Московский дом Ахматовой, 24 декабря 2018 г.)
- Презентация книги «Пути к Белому морю: Архитектура Русского Севера» (Музей архитектуры имени А. В. Щусева, 14 октября 2019 г.)
- Трубецкой А. Дом-музей Марины Цветаевой: презентация книги Уильяма Брумфилда «Пути к Белому морю: архитектура Русского Севера». Музеемания (11 октября 2019). Дата обращения: 12 ноября 2019. Архивировано 10 ноября 2019 года.
- Journeys through the Russian Empire (Галерея современного искусства Государственного музея изобразительных искусств Республики Татарстан, 29 июля 2020 г.; на английском языке с русскими субтитрами)
- Премьера документального фильма «Сокровище Уильяма Брумфилда». Государственный музей архитектуры имени А. В. Щусева (14 февраля 2021). Дата обращения: 3 февраля 2021. Архивировано 3 февраля 2021 года.
- Онлайн-презентация книги «Путешествия по Российской империи: фотографическое наследие Сергея Прокудина-Горского» (Тверская ОУНБ им. А. М. Горького, 23 ноября 2021 г.)

## Выставки
- Фотоархив Уильяма Брумфида «Архитектура Русского Севера»
- Русский Север. Свидетельство Уильяма Брумфилда. 5 сентября - 7 октября 2001
- Онлайн-фотовыставка Уильяма Крафта Брумфилда «Краеугольный камень. Вид с Запада». Переславский Свято-Феодоровский историко-культурный форум. Архивировано 27 ноября 2020 года.
- Выставка «Тихая Америка» Уильяма Брумфилда в Москве. Государственный музей архитектуры имени А. В. Щусева. 19 июля – 23 августа 2023
- Русский авангард в объективе американского фотографа. К юбилею Уильяма Брумфилда. Государственный научно-исследовательский музей архитектуры имени А.В.Щусева. 24.07.24 - 08.09.24
- «Русский авангард в объективе американского фотографа». Архитектурная фотогалерея «Точка» 29.04.2025 - 29.06.2025